# ملكي صادق
ملكي صادق أو ملكيصادق هو ملك مدينة القدس أو شاليم أو أورشاليم وذكر في الإنجيل في العهد القديم والعهد الجديد. وملكي صادق هي كلمة كنعانية معناها «ملك البر». بقيت شخصية ملكي صادق مبهمة وغامضة بعض الشيء، وخاصة أنه لم يذكر بشكل واضح من هو الملك صادق وخاصة أنه لم يكن يهوديا وكان تقيا ومؤمنا بالله. ذكر في العهد القديم حينما استقبل النبي إبراهيم عند رجوعه من كسرة كدر لعومر والملوك الذين كانوا معه (سفر التكوين 18:14-20). وفي العهد الجديد ذكره بولس الرسول في رسالته إلى العبرانيين «مشبها إياه بابن الله»، «على شبه ملكي صادق»، «على طقس ملكي صادق» (عب17،15,3:7).
ويعد ملكي صادق أول من قدم الخبز والخمر في الكتاب المقدس على عكس ما كان سائدٔا وقتها، حيث كانت تقدم الذبائح الحية.